# 适度上下文有关语言
在形式文法理论中，适度上下文有关语言是可以有效解析但仍拥有足够的上下文敏感性来允许自然语言的解析的一类形式语言。这个概念是 Aravind Joshi 在1985年首次介入的。
此语言类的形式条件有:
1: 语言必须是在多项式时间内可解析的。
2: 语言必须有恒定增长；这意味着字符串长度的分布应当是线性的而非上线性(supralinear)的。这通常由证明某类适度上下文有关语言的泵引理来保证。
3: 语言应当容许有限的跨序列依赖(cross-serial dependencies)，允许在两个任意长子短语之间施加文法协定；上下文无关文法不满足这个条件。要求由与自身相串接的字符串所构成的语言属于适度上下文有关语言在形式上确保了这个条件。
在建立适度上下文有关语言公式化上的一些尝试包括 D. J. Weir 开发的线性上下文无关重写系统，Edward P. Stabler 的极小主义者文法，Carl Pollard 的头文法，Mark Steedman 开发的组合范畴文法， Gerald Gazdar 定义的线性附标文法，Aravind Joshi 开发的树-邻接文法。前两个文法类定义同样的语言集合，而余下的定义一个单一的、严格更小的语言类；尽管在两个类中所有语言都是适度上下文有关的并且两个类都支持某种跨序列依赖，Laura Kallmeyer 相信这两个类都不能穷尽适度上下文有关语言的完整集合。
大量的上述的类可以用线索自动机来解析，而更小的类可以用嵌入下推自动机来解析。

## 扩展阅读
- Joshi, Aravind; Vijay-Shanker, K.; Weir, David, , Sells, Peter; Shieber, Stuart; Wasow, Thomas  (编), , Cambridge, MA: MIT Press: 31–81, 1991  [2007-10-19], ISBN 0-262-19303-5, （原始内容存档于2020-10-22）.

- Vijay-Shanker, K.; Weir, David, , Mathematical Systems Theory, 1994, 27 (6): 511–546  [2007-10-19], ISSN 0025-5661, （原始内容存档于2005-08-24）.